# 1500 w polityce

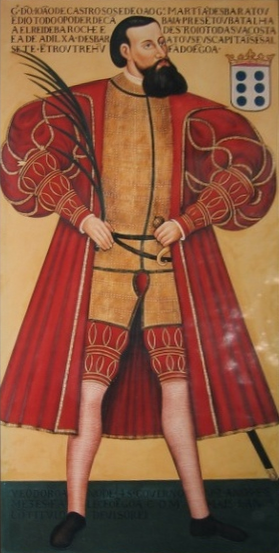
João de Castro

Wydarzenia polityczne w 1500 roku.

## Wydarzenia
- 26 stycznia – hiszpański żeglarz Vicente Yáñez Pinzón dopływa do Brazylii i bada ujście Amazonki[1].
- 22 kwietnia – portugalski kapitan Pedro Álvares Cabral oficjalnie odkrywa Brazylię i ogłasza ją kolonią królestwa Portugalii[2].
- 16 listopada – cesarz Japonii Go-Kashiwabara wstępuje na tron.

## Urodzili się
- 7 lutego – João de Castro, wicekról portugalskich Indii[3].
- 17 maja – Fryderyk II Gonzaga, markiz a potem książę Mantui.

## Zmarli
- 29 maja Bartolomeu Dias, portugalski żeglarz, konkwistador i odkrywca[4][5].
- 12 września – Albrecht Odważny, książę saski[6].
- 30 września – Wiktoryn z Podiebradów (1443–1500), hrabia kłodzki.